# Pirarajá
Pirarajá, el nom complet de la qual és Santa María de Pirarajá, és una localitat de l'Uruguai, ubicada al nord-est del departament de Lavalleja. Va ser elevada a la categoria de "poble" (pueblo) el 22 de desembre de 1906 pel decret de llei No. 3.136.
Es troba a 74 metres sobre el nivell del mar.

## Població
Segons les dades del cens de 2011, Pirarajá tenia una població aproximada de 713 habitants.
| 1963 | 1975 | 1985 | 1996 | 2004 |
| ---- | ---- | ---- | ---- | ---- |
| 918  | 773  | 737  | 723  | 967  |